# Бехув (Опольське воєводство)
Бехув (пол. Biechów, нім. Bechau) — село в Польщі, у гміні Пакославиці Ниського повіту Опольського воєводства.
Населення — 320 осіб (2011).

## Демографія
Демографічна структура станом на 31 березня 2011 року:
|          | Загалом | Допрацездатний вік | Працездатний вік | Постпрацездатний вік |
| -------- | ------- | ------------------ | ---------------- | -------------------- |
| Чоловіки | 146     | 20                 | 116              | 10                   |
| Жінки    | 174     | 28                 | 111              | 35                   |
| Разом    | 320     | 48                 | 227              | 45                   |